# Boundary Waters

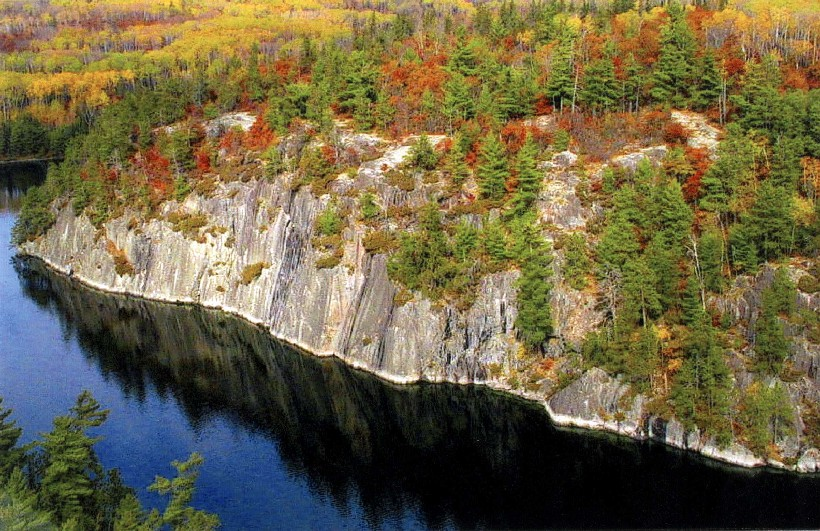
Un paisaje típico de la región (Parque nacional Voyageurs, Minnesota)

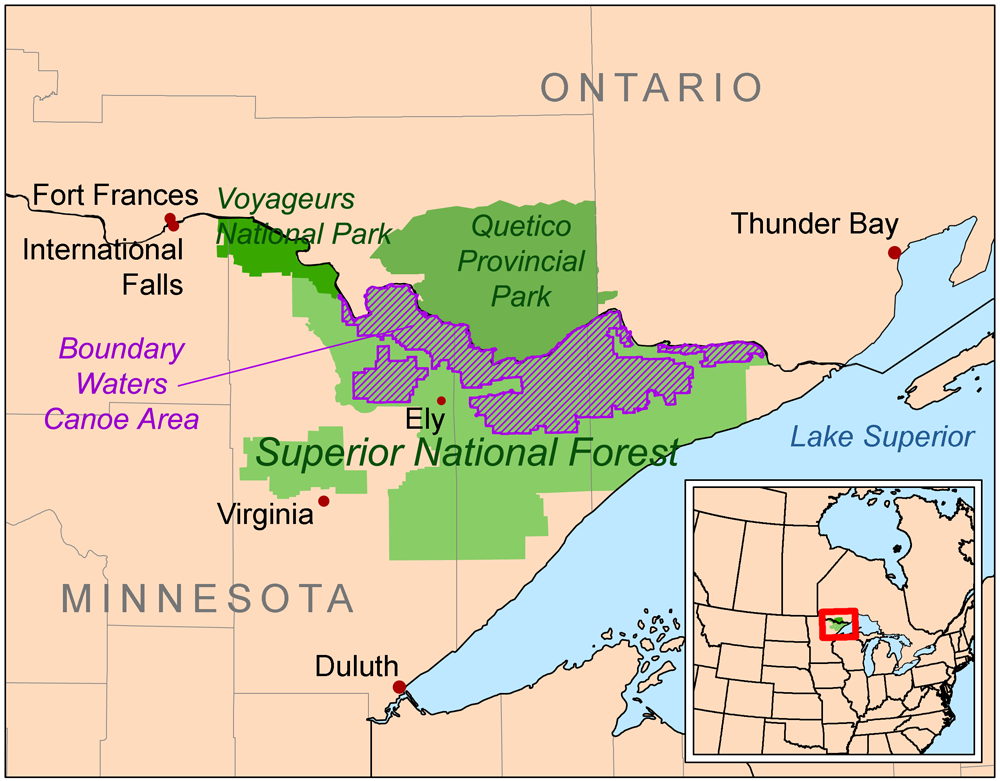
Áreas protegidas en la región de Boundary Waters

La  Boundary Waters —que en español significa literalmente Aguas Fronterizas, también llamada Quetico-Superior country, o país de Quetico-Superior— es una región virgen situada a caballo de la frontera entre Canadá y Estados Unidos, entre el estado de Minnesota y la provincia de Ontario, en la región al oeste del lago Superior. Esta región forma parte del Bosque Nacional Superior, en el noreste de Minnesota, y en Canadá incluye los Parques Provinciales de Ontario de La Vérendrye y Quetico. El Parque nacional Voyageurs, en Minnesota, también puede ser considerado como parte de la Boundary Waters. El nombre de "Boundary Waters" se utiliza a menudo en los EE. UU. para referirse específicamente a un área salvaje nacional que protege su parte meridional, la Boundary Waters Canoe Area Wilderness.
La región de Boundary Waters se caracteriza por una vasta red de canales y pantanos en un paisaje de roca precámbrica tallada glacialmente, que está cubierta por finos suelos y bosques boreales. La Boundary Waters es un destino popular para el recreo, ya que en ella se puede practicar el camping, el canotaje y la pesca, así como para aquellos que simplemente buscan escenarios naturales. La zona es una de las distintas regiones de Minnesota.

## Comunidades
Varias comunidades se encuentran en la región de Boundary Waters, como:
- en Minnesota, Ely, Cook, Grand Marais, Aurora y Tofte;
- en Ontario, Atikokan.

## Áreas protegidas
En la región se han declarado varias áreas protegidas, siendo las principales las siguientes:
- en Minnesota,  el Bosque Nacional Superior (Superior National Forest), el Área Salvaje Nacional Boundary Waters Canoe (Boundary Waters Canoe Area Wilderness) y el Parque nacional Voyageurs (Voyageurs National Park).

- en Ontario, los parques provinciales de Quetico (Quetico Provincial Park)  y La Vérendrye (La Verendrye Provincial Park).